# Joseph Gottlob Schneider
Joseph Gottlob Schneider (alemany: Johann Gottlob Schneider junior)  (Neugersdorf, 28 d'octubre de 1789 - Dresden, 13 d'abril de 1864) fou un professor, organista i compositor alemany.
Estudià al gymnasium de Zittau i entrà en el cor de la ciutat, en el qual fou successivament soprano, tenor i prefecte d'estudis. El 1810 es dirigí a Leipzig per a estudiar Dret, però ja l'any següent succeí al seu germà (Friedrich en la plaça d'organista de la Universitat i professor de cant de l'Escola gratuïta de l'Estat. El 1812 fou nomenat organista de l'església de Sant Pere i Sant Pau, de Gorlitz, ensems que dirigia diferents societats de concerts.
Igual que el seu germà, com a professor, deixant notables deixebles, entre ells en Hugo Bruckler, Gustav Merkel, Volkmar Schurig (1822-1899), Theodor Uhlig (1822-1853), Gustav Merkel (1827-1885), Christian Fink (1822-1911), etc. En canvi, va compondre molt poques obres, i aquestes totes per a orgue: Evangel-Kirchen-Präludienbuch (1849).